# Popis rekorda Svjetskog prvenstva u reliju
Ovo je popis rekorda Svjetskog prvenstva u reliju (WRC) od sezone 1973. prvog relija Reli Monte Carlo sve do kraja sezone 2023.

## Po broju osvojenih naslova svjetskog prvaka

### Vozači
| Osv. prvenstva | Vozač           | Pobjednička godina                                            |
| -------------- | --------------- | ------------------------------------------------------------- |
| 9              | Sébastien Loeb  | 2004., 2005., 2006., 2007., 2008., 2009., 2010., 2011., 2012. |
| 8              | Sébastien Ogier | 2013., 2014., 2015., 2016., 2017., 2018., 2020., 2021.        |
| 4              | Juha Kankkunen  | 1986., 1987., 1991., 1993.                                    |
| 4              | Tommi Mäkinen   | 1996., 1997., 1998., 1999.                                    |
| 2              | Walter Röhrl    | 1980., 1982.                                                  |
| 2              | Massimo Biasion | 1988., 1989.                                                  |
| 2              | Carlos Sainz    | 1990., 1992.                                                  |
| 2              | Marcus Grönholm | 2000., 2002.                                                  |
| 2              | Kalle Rovanperä | 2022., 2023.                                                  |
| 1              | Sandro Munari   | 1977. (FIA Kup)                                               |
| 1              | Markku Alén     | 1978. (FIA Kup)                                               |
| 1              | Björn Waldegård | 1979.                                                         |
| 1              | Ari Vatanen     | 1981.                                                         |
| 1              | Hannu Mikkola   | 1983.                                                         |
| 1              | Stig Blomqvist  | 1984.                                                         |
| 1              | Timo Salonen    | 1985.                                                         |
| 1              | Didier Auriol   | 1994.                                                         |
| 1              | Colin McRae     | 1995.                                                         |
| 1              | Richard Burns   | 2001.                                                         |
| 1              | Petter Solberg  | 2003.                                                         |
| 1              | Ott Tänak       | 2019.                                                         |

### Proizvođači
| Osv. prvenstva | Proizvođač     | Pobjednička godina                                                   |
| -------------- | -------------- | -------------------------------------------------------------------- |
| 10             | Lancia         | 1974., 1975., 1976., 1983., 1987., 1988., 1989., 1990., 1991., 1992. |
| 8              | Citroën        | 2003., 2004., 2005., 2008., 2009., 2010., 2011., 2012.               |
| 7              | Toyota         | 1993., 1994., 1999., 2018., 2021., 2022., 2023.                      |
| 5              | Peugeot        | 1985., 1986., 2000., 2001., 2002.                                    |
| 4              | / Ford*        | 1979., 2006., 2007., 2017.                                           |
| 4              | Volkswagen     | 2013., 2014., 2015., 2016.                                           |
| 3              | Fiat           | 1977., 1978., 1980.                                                  |
| 3              | Subaru         | 1995., 1996., 1997.                                                  |
| 2              | Audi           | 1982., 1984.                                                         |
| 2              | Hyundai        | 2019., 2020.                                                         |
| 1              | Alpine-Renault | 1973.                                                                |
| 1              | Talbot         | 1981.                                                                |
| 1              | Mitsubishi     | 1998.                                                                |

- Proizvođač Ford se je od 1973. – 1985. natjecao pod američkom licencom. Od 1986. se natječe pod britanskom licencom.

## Najviše pobjeda na utrkama
|     | Vozač              | Ukupno |
| --- | ------------------ | ------ |
| 1.  | Sébastien Loeb     | 80     |
| 2.  | Sébastien Ogier    | 58     |
| 3.  | Marcus Grönholm    | 30     |
| 4.  | Carlos Sainz       | 26     |
| 5.  | Colin McRae        | 25     |
| 6.  | Tommi Mäkinen      | 24     |
| 7.  | Juha Kankkunen     | 23     |
| 8.  | Didier Auriol      | 20     |
| 9.  | Markku Alén        | 19     |
| 9.  | Thierry Neuville   | 19     |
| 9.  | Ott Tänak          | 19     |
| 10. | Hannu Mikkola      | 18     |
| 10. | Jari-Matti Latvala | 18     |

|     | Proizvođač | Ukupno |
| --- | ---------- | ------ |
| 1.  | Citroën    | 102    |
| 2.  | Ford       | 94     |
| 3.  | Toyota     | 85     |
| 4.  | Lancia     | 73     |
| 5.  | Peugeot    | 48     |
| 6.  | Subaru     | 47     |
| 7.  | Volkswagen | 44     |
| 8.  | Mitsubishi | 34     |
| 9.  | Hyundai    | 27     |
| 10. | Audi       | 24     |